# Moulin à poudre

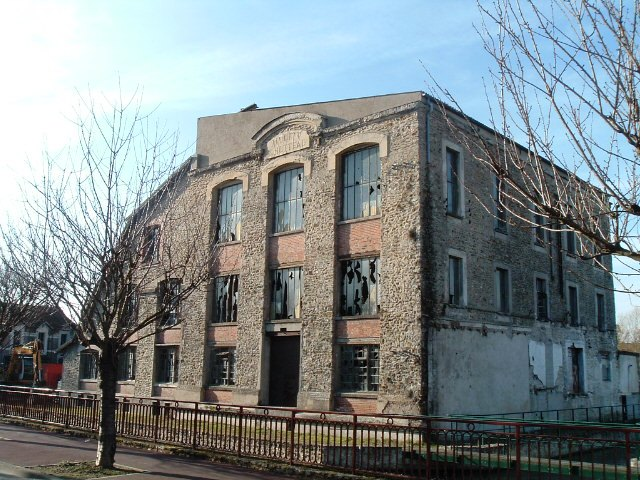
Ancien moulin à poudre de Corbeil-Essonnes, mentionné dès 1628.

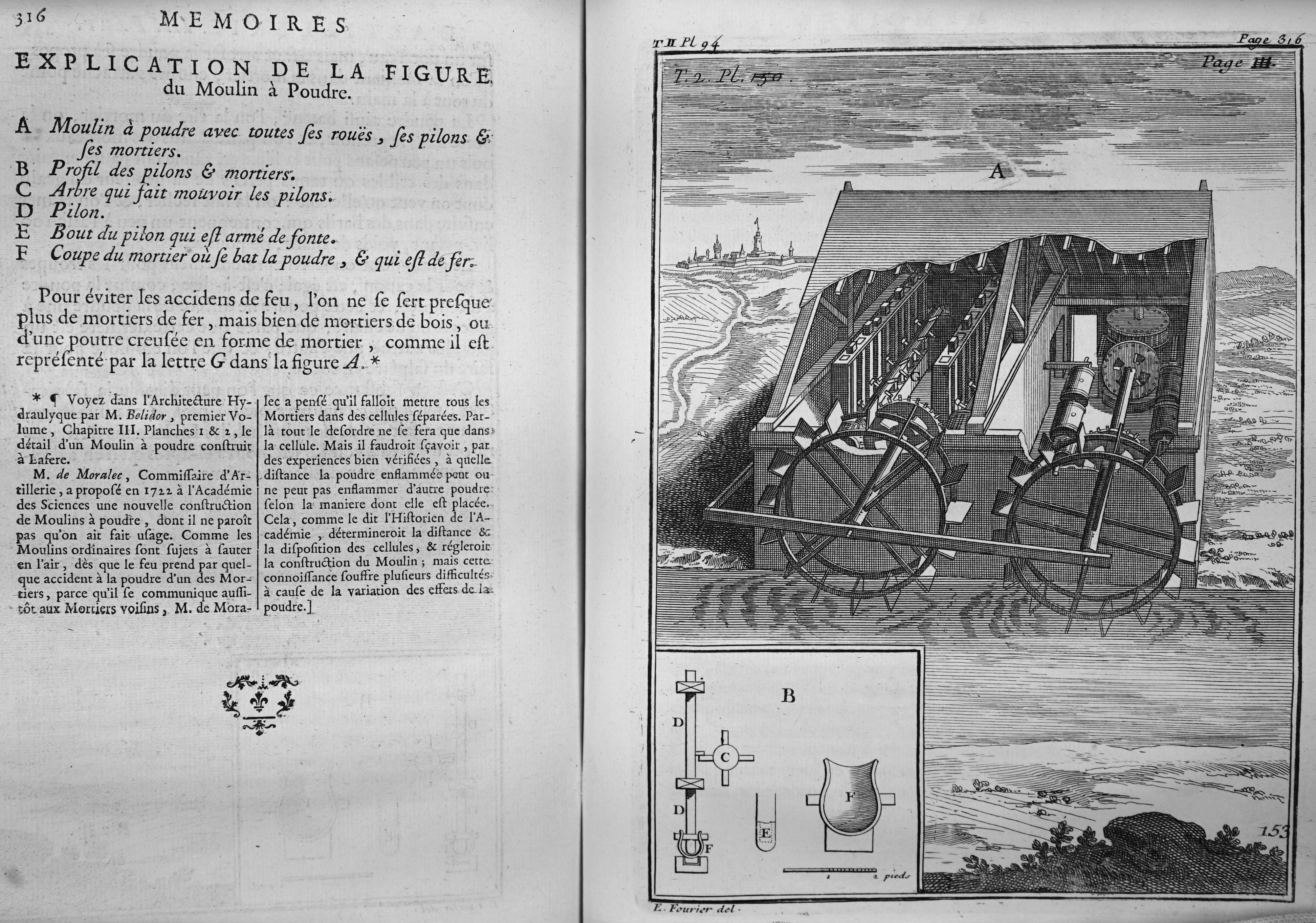
Moulin à poudre XVIIIe siècle.

Un moulin à poudre est un moulin destiné à fabriquer de manière industrielle de la poudre.
Le moulin peut être actionné par le vent ou par l'eau.

## Moulins à poudre en Europe
- Moulin de Grenelle, France
- Moulin de Corbeil-Essonnes, France
- Moulin de Maromme[1], France
- Ballincollig Royal Gunpowder Mills, Cork, Ireland
- Faversham explosives industry, Faversham, Angleterre
- Waltham Abbey Royal Gunpowder Mills, Waltham Abbey, Essex, Angleterre